# Podabrus uedai
Podabrus uedai es una especie de coleóptero de la familia Cantharidae.

## Distribución geográfica
Habita en Japón.